# 宮村俊雄
宮村 俊雄（みやむら としお、1881年（明治14年）4月15日 - 没年不明）は、大日本帝国陸軍軍人。最終階級は陸軍少将。功四級。

## 経歴・人物
大分県出身。1902年（明治35年）陸軍士官学校第14期卒業。
1928年（昭和3年）3月に陸軍歩兵大佐・佐倉連隊区司令官、1931年（昭和6年）1月に千葉連隊区司令官を経て、同年3月に歩兵第59連隊長（第14師団、歩兵第27旅団）に任官。第一次上海事変に出動した直後に停戦となり、満州へ転用された。
その後、1932年（昭和7年）8月に陸軍少将・歩兵第22旅団長を経て、1934年（昭和9年）8月1日に待命、同月30日に予備役に編入した。